# Afroarctia dargei
Afroarctia dargei là một loài bướm đêm thuộc phân họ Arctiinae, họ Erebidae.